# 니시테쓰 후쿠오카(덴진)역

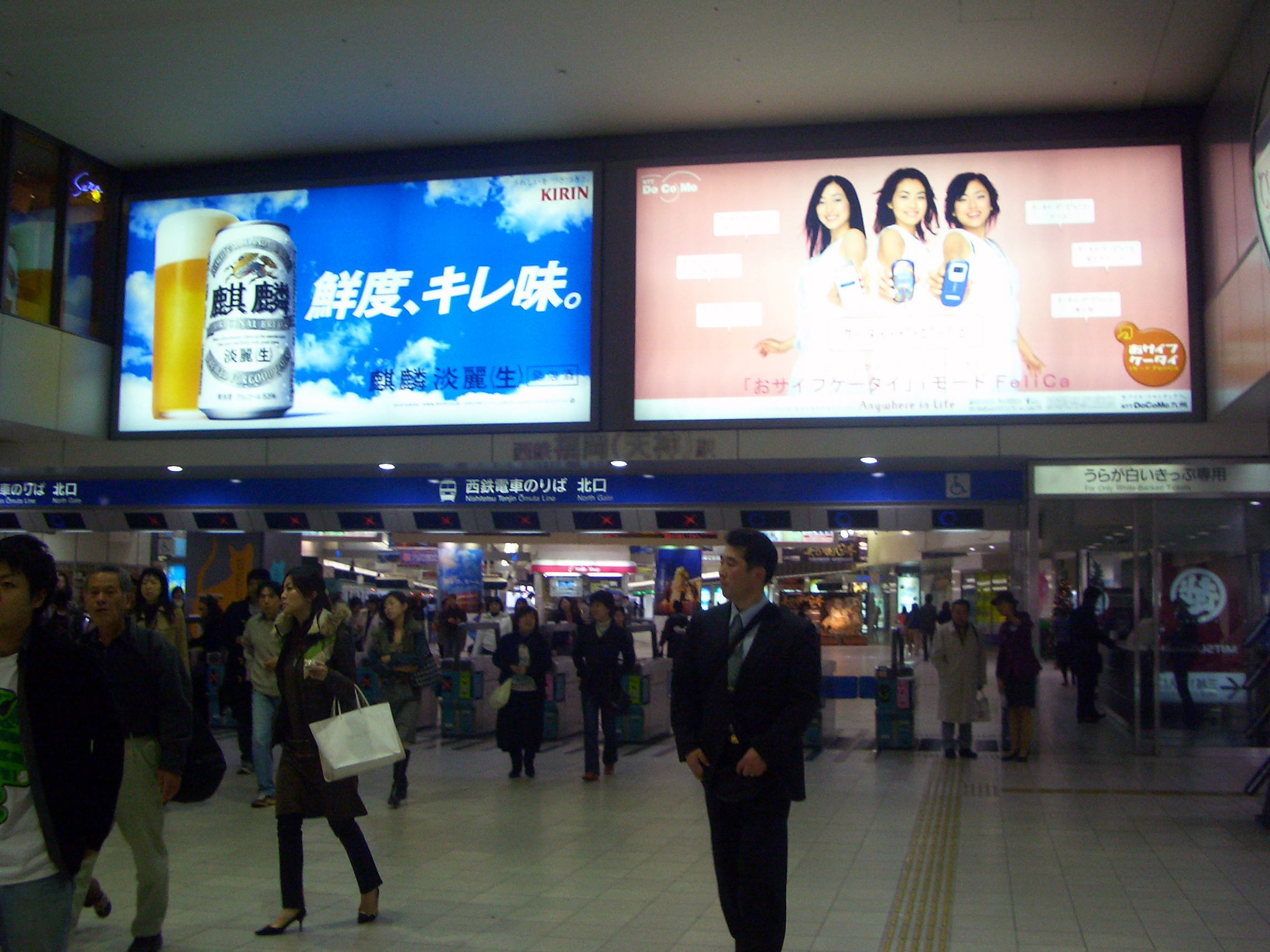
개찰(북쪽 출입구)

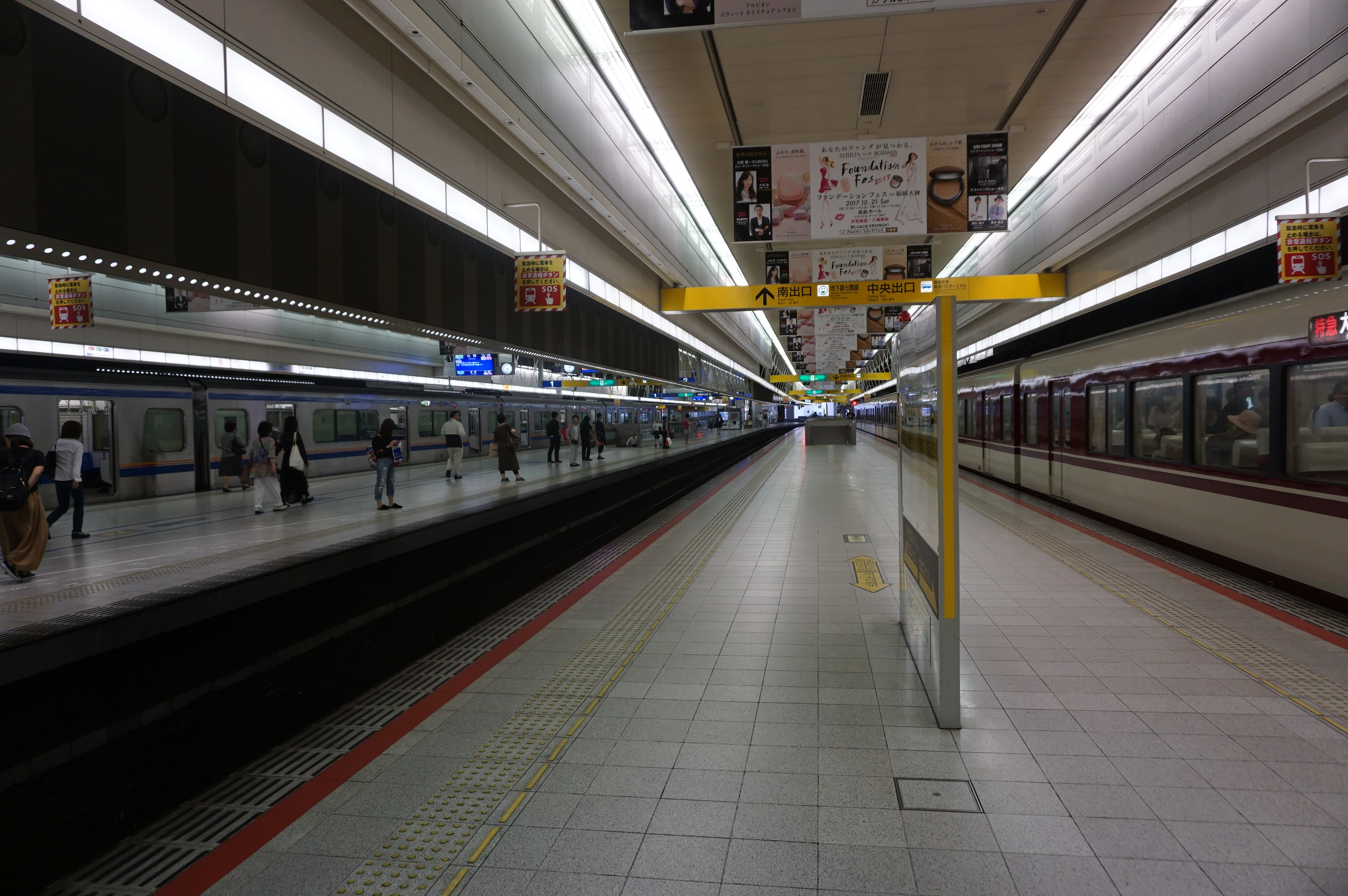
승강장

니시테쓰 후쿠오카(덴진) 역(일본어: 西鉄福岡（天神）駅)은 후쿠오카현 후쿠오카시 주오구 덴진 니초메에 있는 서일본 철도(니시테쓰)덴진오무타 선의 역이다. 동 선의 기점・후쿠오카 측의 터미널 역이다.
여객을 위한 안내에서는 「니시테쓰」가 역명 앞에 있는 다른 역과 마찬가지로 「니시테쓰」를 생략 해 「후쿠오카 덴진」이라고 안내하고 있다.
당 역은, 평시라도 1시간에 특급 2개, 급행 4개, 보통 6개의 열차가 발착해, 구루메, 오무타 방면의 외, 다자이후 선으로의 직통열차도 다수 발착한다.

## 역 구조
승강장이 솔라리아 터미널 빌 2층에 있는 고가역. 현재는 4면 3선의 두단식 승강장으로 되어 있어 승차 전용 승강장(1- 3 번선)과 하차 전용 승강장이 있다. 전철이 진입한 후, 우선 모든 승객을 하차 승강장에 하차시켜, 그 후 승차 승강장측의 승객이 승차 승강장에서 탈 수 있다.
승강장의 길이는 10량 편성까지 입선 가능한 길이이다.

### 승강장
| 오무타 방면 | 1 | ■급행        |
| 오무타 방면 | 2 | ■보통        |
| 오무타 방면 | 3 | ■특급・■급행 |

위와 같지 않은 시간대도 있다.

### 역 구내
개찰구는 북쪽 출입구, 솔라리아 구, 중앙 구, 남쪽 출입구의 4개소 있다.
북쪽 출입구
당 역에서 최대의 개찰구. 개찰구는 2층. 개찰 외 중앙 광장은 솔라리아 스테이지 빌딩이 된다.정산실(솔라리아 구에 끼워져 있다), 역 사무실・정기권 매장(각각 2개소), 코인 로커 3개소, ATM 코너, 인터넷 코너가 있다. 후쿠오카 시 교통국 지하철 공항선, 하코자키 선(덴진 역)으로 갈아 탈 때 제일 가까운 개찰구이다.
솔라리아 구
북쪽 출입구의 서부쪽에 있어, 개찰 내외와도 북쪽 출입구 중앙 광장과 연결되어 있다. 개찰구 정면으로 솔라리아 프라자와의 연결 계단이 있다.
중앙 구
개찰구는 1층. 정기권 판매장과 코인 로커가 있다. 니시테쓰 덴진 버스 센터와의 연결 엘리베이터가 있다.
남쪽 출입구
개찰구는 1층으로,국체 도로와 접하고 있다. 정기권 판매장이 있다. 후쿠오카 시 교통국 지하철 나나쿠마 선(덴진미나미 역)으로 갈아 탈 때 제일 가까운 개찰구이다.

## 이용 상황
2010년도의 1일 평균의 승하차 인원은 131,641명(승차 인원은 66,411명)으로, 니시테쓰의 역 중에서 가장 많다. 야쿠인역의 교통 결절 기능 강화가 진행된 적도 있어, 근년 당 역의 이용자 감소폭은 크다. 매년도의 이용 상황은 이하대로.
| 1일 평균 이용 객수(1990년대) | 1일 평균 이용 객수(1990년대) | 1일 평균 이용 객수(1990년대) | 1일 평균 이용 객수(1990년대) | 1일 평균 이용 객수(1990년대) |
| 연도                         | 1996년                       | 1997년                       | 1998년                       | 1999년                       |
| ---------------------------- | ---------------------------- | ---------------------------- | ---------------------------- | ---------------------------- |
| 승차                         | 83,527                       | 83,137                       | 80,682                       | 78,430                       |
| 승하차                       | 168,328                      | 167,825                      | 162,868                      | 157,824                      |

| 1일평균 이용 객수(2000년대) | 1일평균 이용 객수(2000년대) | 1일평균 이용 객수(2000년대) | 1일평균 이용 객수(2000년대) | 1일평균 이용 객수(2000년대) | 1일평균 이용 객수(2000년대) | 1일평균 이용 객수(2000년대) | 1일평균 이용 객수(2000년대) | 1일평균 이용 객수(2000년대) | 1일평균 이용 객수(2000년대) | 1일평균 이용 객수(2000년대) | 1일평균 이용 객수(2000년대) |
| 연도                        | 2000년                      | 2001년                      | 2002년                      | 2003년                      | 2004년                      | 2005년                      | 2006년                      | 2007년                      | 2008년                      | 2009년                      | 2010년                      |
| --------------------------- | --------------------------- | --------------------------- | --------------------------- | --------------------------- | --------------------------- | --------------------------- | --------------------------- | --------------------------- | --------------------------- | --------------------------- | --------------------------- |
| 승차                        | 76,087                      | 74,868                      | 73,751                      | 73,658                      | 71,320                      | 69,789                      | 70,104                      | 69,625                      | 68,803                      | 66,704                      | 66,411                      |
| 승하차                      | 153,894                     | 151,375                     | 149,268                     | 148,669                     | 143,894                     | 140,444                     | 140,340                     | 138,910                     | 137,500                     | 132,502                     | 131,641                     |

## 역 주변

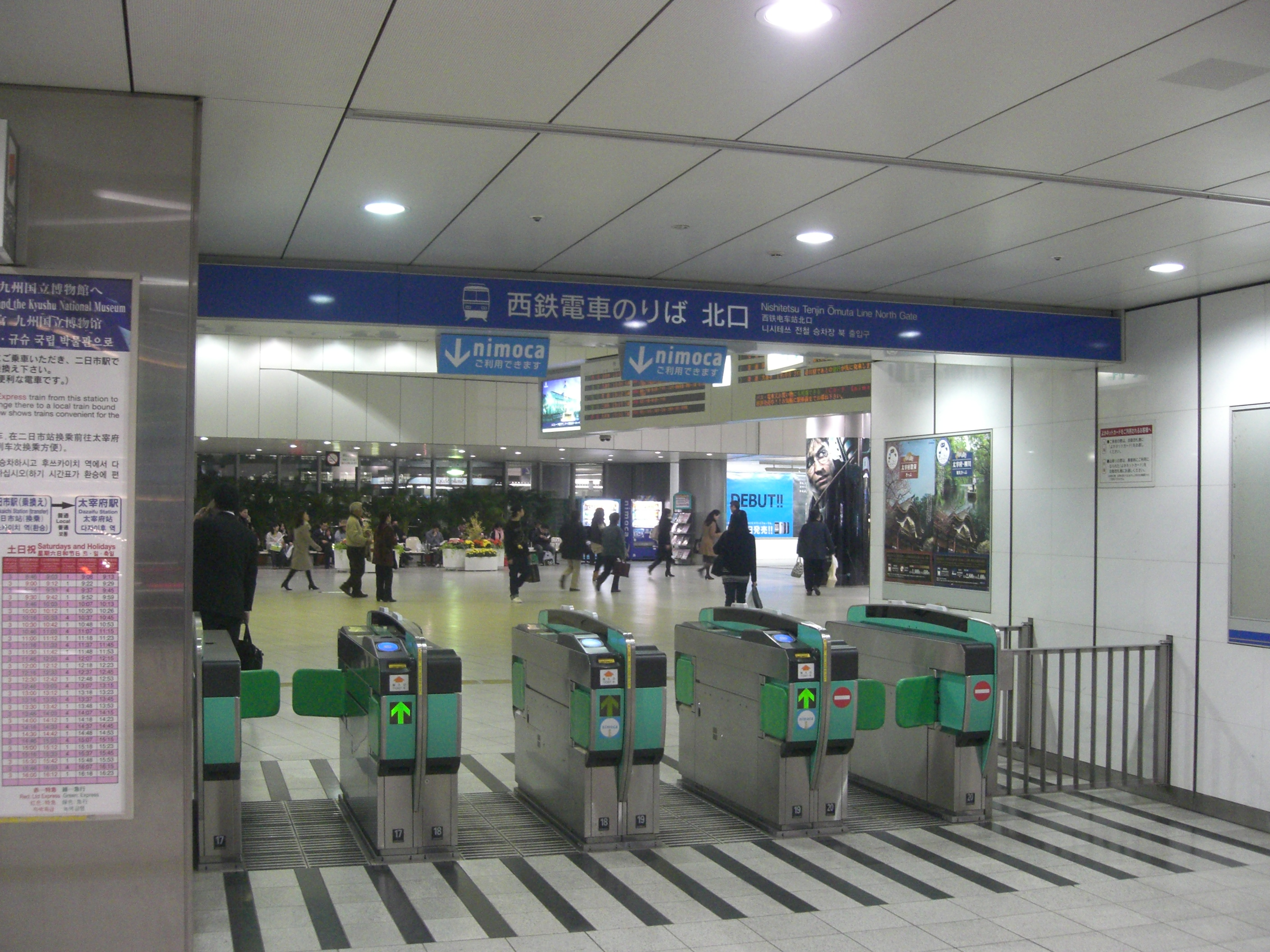
솔라리아 입구

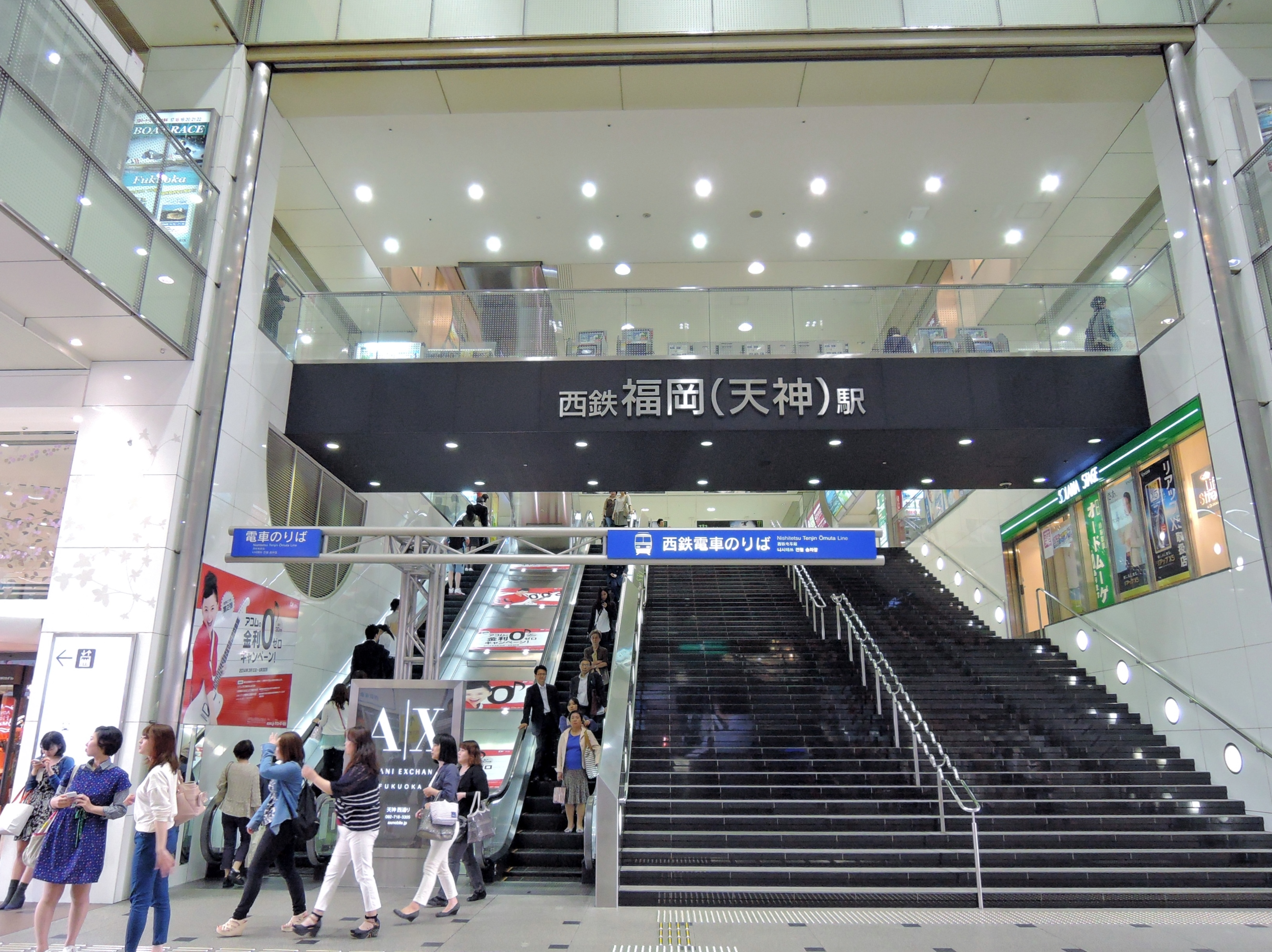
솔라리아 스테이지 인근 입구

### 와타나베도리 서쪽
역의 정면측이다.
- 덴진 솔라리아
  - 솔라리아 터미널 빌 - 역과 동일 건물
    - 후쿠오카 미쓰코시(역사 내：2010년 10월 1일부터 이와타야 미쓰코시가 운영)
    - 니시테쓰 덴진 버스 센터(역 바로 윗쪽)

  - 솔라리아 스테이지 - 역 북측
    - 타워 레코드 후쿠오카점,인 큐브(니시테쓰 계열의 잡화점) 등

  - 솔라리아 프라자
    - 솔라리아 니시테쓰호텔 후쿠오카 등
- 이와타야 본점(2010년 10월 1일부터 이와타야 미쓰코시가 운영)
- 후쿠오카 파르코
- VIORO
- 덴진 로프트 빌딩
- 게고 신사
- 게고 공원
- 신텐초 상가

### 와타나베도리 동쪽
역의 반대측이다.
- 후쿠오카 시청
- 덴진주오 공원
- 덴진 코아 - 니시테쓰계 쇼핑 빌딩
- 덴진 비브레
- IMS(イムズ)
  - 후쿠오카현 적십자 혈액 센터
- 하카타 다이마루 후쿠오카 덴진 점
- 덴진 트윈 빌딩
- 후쿠오카현 제생회 후쿠오카 종합병원

### 그 외
- 후쿠오카 시 교통국 지하철 공항선 덴진 역
- 후쿠오카 시 교통국 지하철 나나쿠마 선 덴진미나미 역
- 덴진 지하가 - 덴진 역, 덴진미나미 역 방면을 묶는다
- 이온 솟파즈 후쿠오카점 미나 덴진
- 규슈 아사히 방송
- 스이쿄덴만구(水鏡天満宮)
- 후쿠오카시 문학관
- 후쿠오카현 공회당귀빈관
- 후쿠오카 경정장
- 후쿠오카 현립 미술관
- 후쿠오카 시민회관
- 재 후쿠오카 캐나다 영사관

## 역사

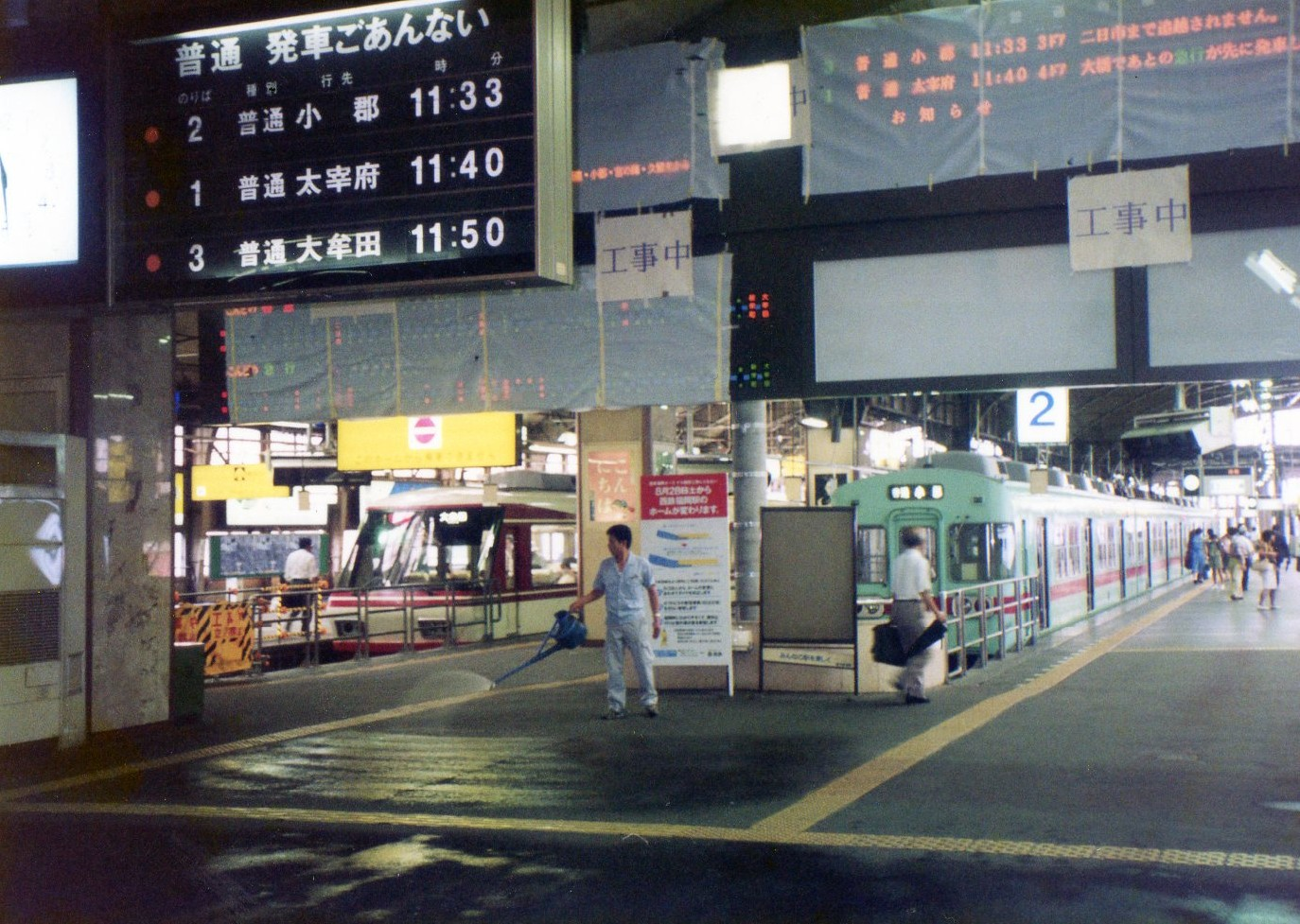
1993년 역구내

- 1924년 4월 12일 - 후쿠오카역으로서 개업.
- 1935년 무렵- 규테쓰 후쿠오카 역으로 개칭.
- 1942년 9월 22일 - 니시테쓰 후쿠오카 역으로 개칭.
- 1961년 11월 1일 - 고가화.
- 1983년 3월 26일 - 승강장 개량 공사 완성. 종래의 5선 5홈에서 3선 3홈이 되어, 모든 승강장에서 7련 정차가 가능하게 됨.
- 1983년 11월 26일 - 역 전체의 개량 공사 완성.
- 1992년 7월 8일 - 니시테쓰 후쿠오카 터미널 프로젝트(솔라리아 계획) 제 2기가 되는 본 역의 터미널 빌딩으로의 개축공사가 착공.
- 1993년 8월 26일 - 개축 공사때문에 버스 센터 바로 윗쪽의 선로를 동쪽으로 옮겨 2선 2홈에서의 영업을 개시.
- 1993년 12월 - 2선 3홈 영업이 된다.
- 1995년 3월 25일 - 후쿠오카-히라오간의 고가화 완료에 수반해 2선 중 1 선이 남쪽으로 100m 이동.
- 1995년 5월 27일 -나머지 1 선도 위와 같이 남쪽으로 100m 이동, 이것에 의해 구 역사는 사용되지 않게 된다.
- 1997년 2월 - 중앙 광장을 서쪽에서 동쪽으로 옮겨 최종 공사에 착공.
- 1997년 9월 27일 - 개축공사 완성. 3선 4홈화.
- 1998년 11월 7일 - 북쪽 출입구 정면 계단을 신설.
- 1999년 4월 24일 - 솔라리아 스테이지 빌의 완성으로 2층 중앙 광장이 완성해, 솔라리아 계획의 모든 사업이 완료.
- 2001년 1월 1일 - 니시테쓰 후쿠오카(덴진) 역으로 개칭.

### 부기 사항
- 고가화 되기 전의 역의 모습은, 1956년 공개의 도호 영화 「하늘의 대괴수 라돈」의 후쿠오카 파괴 씬으로 볼 수가 있다.
- 1997년의 솔라리아 터미널 빌 완성으로 현재지에 이전하기 이전은, 현재보다 80m 정도 북쪽(현재의 솔라리아 스테이지의 위치)에 있어, 이와타야 백화점 구 본관과 일련의 빌딩이 되어 있었다. 그 이전에는 그 조금 서쪽에 있었다.

## 근처의 역
서일본 철도
■덴진오무타 선:
■특급・■급행・■보통::: 니시테쓰 후쿠오카(덴진) 역 - 야쿠인역

## 그 외
- 특급 전철은 아침의 일부를 제외해, 매시 00분과 30분에 발차한다. 발차 시각의 5분-10분 전에 입선 한다.
- 특급 전철은, 발차 시각 15분 전쯤부터 승객의 줄이 생긴다. 선발의 급행이 발차하기 전부터 차후 발의 특급을 기다리는 사람도 많다.
- 당 역의 구조와 역 위치의 관계상, 후쿠오카(덴진) 측의 최후미 차량이 가장 혼잡하다.
  - 이것은 다자이후 덴만구의 근처역인 다자이후역과 같다. 니시테쓰 후쓰카이치 역 방면과는 반대측이 혼잡하는 형태가 된다.